# Lacertaspis
Lacertaspis – rodzaj jaszczurek z podrodziny Lygosominae w obrębie rodziny scynkowatych (Scincidae).

## Rozmieszczenie geograficzne
Rodzaj obejmuje gatunki występujące w Kamerunie, Gwinei Równikowej (Bioko), Demokratycznej Republice Konga, Kongu, Gabonie i Republice Środkowoafrykańskiej. 

## Systematyka
Takson ten zdefiniował (jako podrodzaj w obrębie rodzaju Panaspis) w 1975 roku szwajcarski herpetolog Jean-Luc Perret w artykule zatytułowanym Zróżnicowanie w rodzaju Panaspis Cope (Reptilia, Scincidae), opublikowanym w czasopiśmie „Bulletin de la Société Neuchâteloise des Sciences Naturelles”. Gatunkiem typowym jest (oryginalne oznaczenie) L. reichenowii.

### Etymologia
Lacertaspis: łac. lacerta ‘jaszczurka’ ; gr. ασπις aspis, ασπιδος aspidos ‘tarcza’ .

### Podział systematyczny
Do rodzaju należą następujące gatunki: 
- Lacertaspis chriswildi (Böhme & Schmitz, 1996)
- Lacertaspis gemmiventris (Sjöstedt, 1897)
- Lacertaspis lepesmei (Angel, 1940)
- Lacertaspis reichenowii (Peters, 1874)
- Lacertaspis rohdei (Müller, 1910)